# Pozatułów
Pozatułów (łac. propodeum) – część ciała błonkówek należących do stylikowców.
Pozatułów to segment ciała wchodzący topograficznie w skład tułowia, jako jego czwarty metamer. Rozwojowo jest on jednak pierwszym segmentem odwłoka larwy zlanym z tułowiem w trakcie przepoczwarczenia. Sytuacja ta ma miejsce u wszystkich żądłówek i owadziarek. Pozatułów oddzielony jest od reszty odwłoka głębokim przewężeniem, przez co II jego segment u larwy staje się I segmentem u imago. Tułów wraz z pozatułowiem nosi tu nazwę mezosomy, a reszta odwłoka metasomy.
Sternit pozatułowia ulega redukcji i albo jest bardzo mały, albo zachowany jest u imago sam tergit. U grzebaczowatych w skład pozatułowia wchodzą: pozioma część mezosomy ("tułowia") położona za zatarczką, na której znajduje się pólko grzbietowe, tylna ściana mezosomy oraz tylne części jej ścian bocznych oddzielone bruzdą od metapleury. U mrówek kształt występujących na pozatułowiu przetchlinek, ząbków i kolców ma duże znaczenie taksonomiczne.